# Vieja (Gattung)
Vieja ist eine in Mittelamerikas vorkommende Gattung der Buntbarsche (Cichlidae). Das Verbreitungsgebiet reicht auf der pazifischen Seite vom Río Tequistlán in Mexico bis zum Lago de Coatepeque in El Salvador, auf der karibischen Seite vom mexikanischen Río Chachalacas bis zum Río Chagres in Panama. 

## Merkmale
Vieja-Arten sind relativ langgestreckt, mäßig hochrückig und werden 20 bis 35 cm lang. Ein großer runder Fleck nimmt den größten Teil des Schwanzstiels ein. Der Fleck ist bei den meisten Arten (Ausnahme V. maculicauda) nach vorne zu einem dicken schwarzen Band verlängert, das sich über die Hälfte (bei V. melanura) des Körpers oder den gesamten Körper (bei allen anderen Arten der Gattung) erstreckt. Auf dem Schwanzstiel geht die untere Seitenlinie mitten durch den Fleck. Der Fleck gilt als diagnostisches Merkmal der Gattung. Er unterscheidet Vieja von allen anderen herichthyinen Buntbarschen mit Ausnahme von Oscura heterospila und Cincelichthys ufermanni. Oscura heterospila unterscheidet sich von den Vieja-Arten durch seine dunkle Färbung und fünf schwärzliche Streifen auf den Körperseiten. Vieja-Arten haben konische oder zweispitzige Zähne,  Kihnichthys ufermanni dagegen spatenförmige.

## Lebensweise

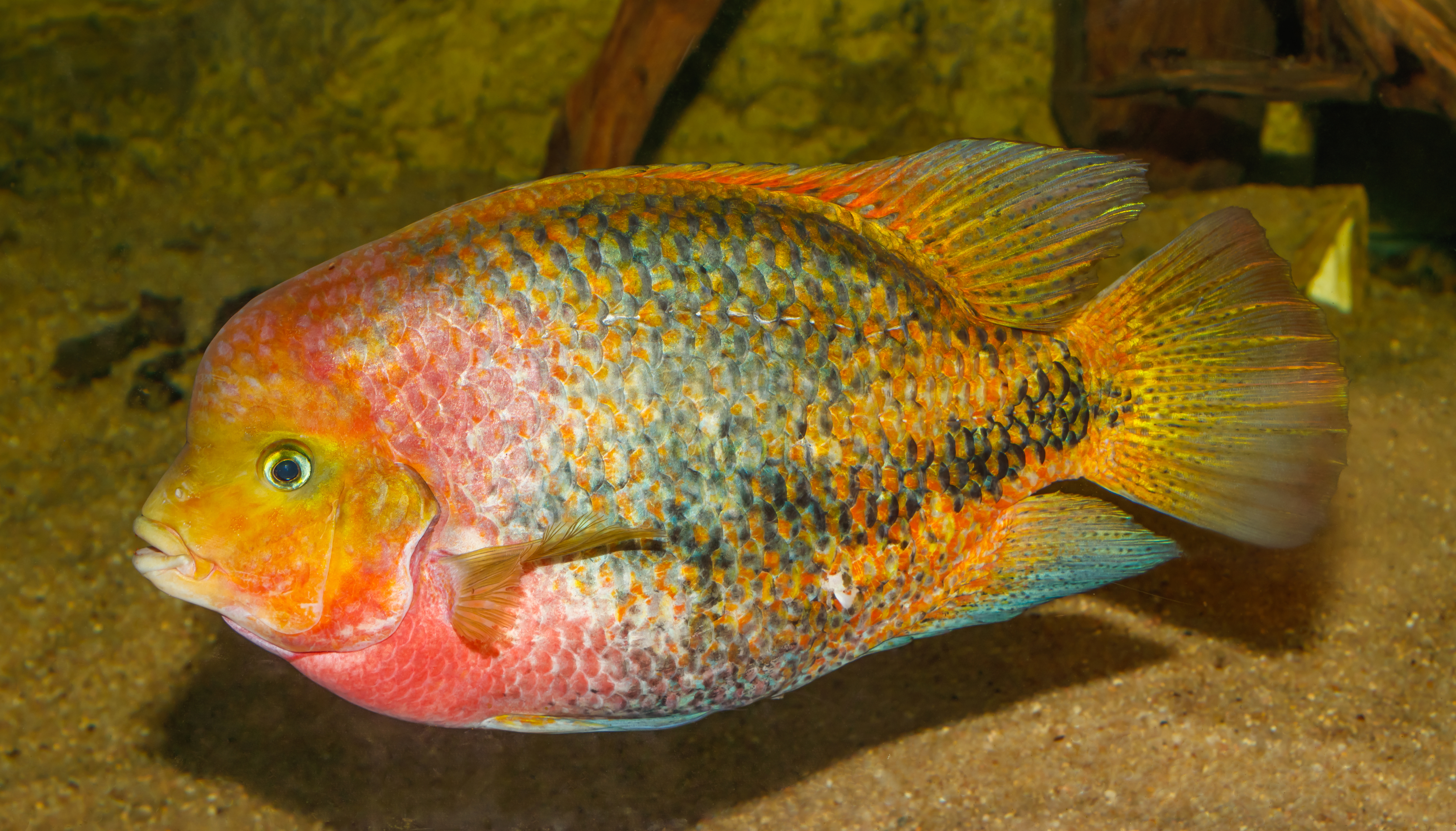
Vieja melanura

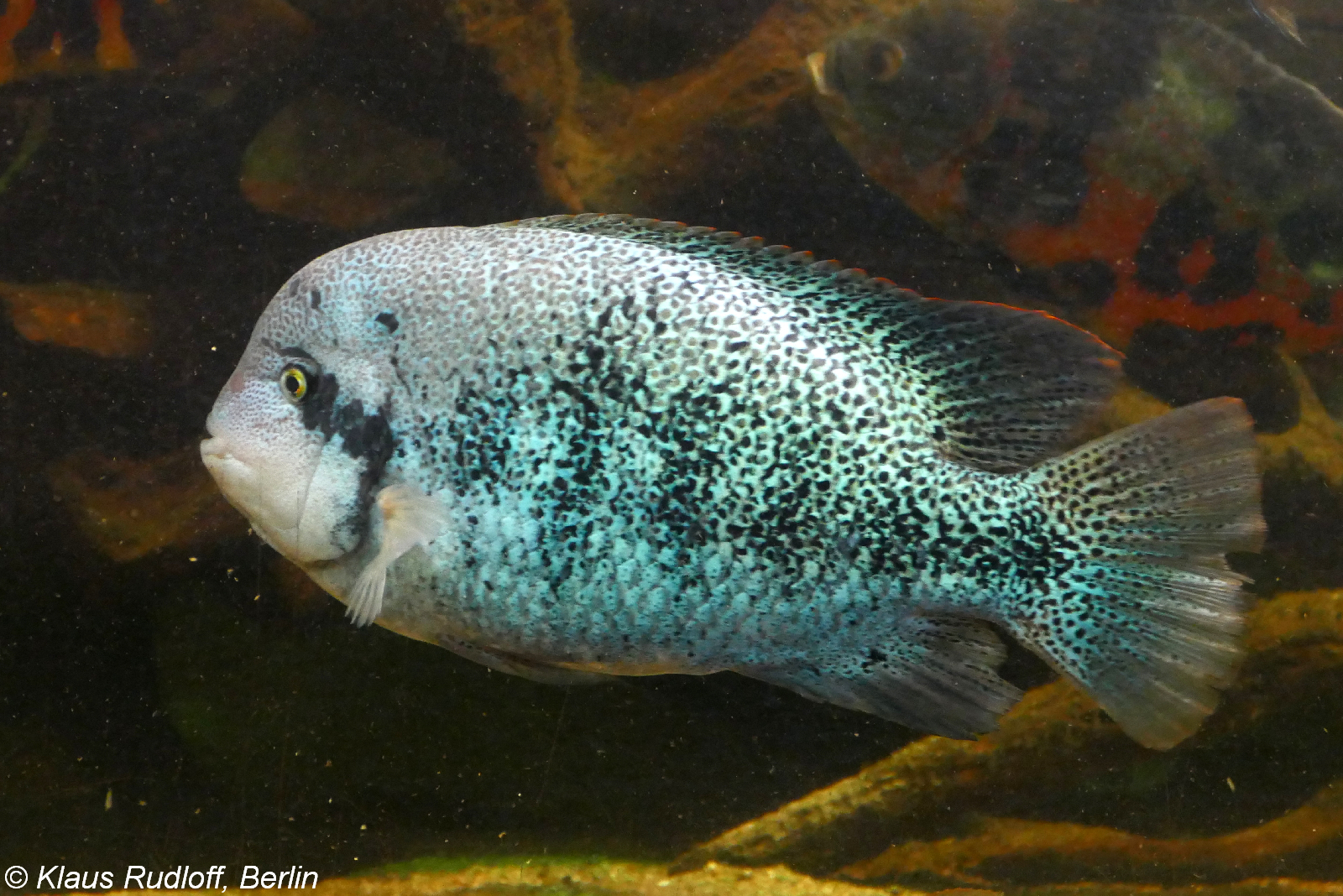
Vieja zonata

Vieja-Arten kommen meist in größeren Flüssen und Seen vor. Ihre Ernährung ist teilweise vegetarisch. Einige Arten gehen auch in Brackwasser. Vieja-Arten sind Offenbrüter, die ihr Gelege, das bis zu 2000 Eier umfassen kann, auf einen Stein oder eine Wurzel deponieren. Die Fische bilden eine Elternfamilie, wobei das Männchen einen größeren Anteil an der Revierverteidigung hat, während das Weichen sich direkt um Gelege und Jungfische kümmert.

## Arten
Gegenwärtig besteht die Gattung Vieja aus acht Arten.
- Vieja bifasciata (Steindachner, 1864)
- Vieja breidohri (Werner & Stawikowski, 1987)
- Vieja fenestrata (Günther, 1860)
- Vieja guttulata (Günther, 1864)
- Vieja hartwegi (Taylor & Miller, 1980)
- Schwarzgürtelbuntbarsch (Vieja maculicauda Regan, 1905)
- Quetzalbuntbarsch (Vieja melanura Günther, 1862)
- Gürtelbuntbarsch (Vieja zonata (Meek, 1905))

## Systematik
Die Gattung Vieja wurde 1969 durch den mexikanischen Ichthyologen Fernández-Yépez eingeführt. Paraneetroplus bulleri, eine große aber schlankere Buntbarschart aus dem Süden Mexikos, stand phylogenetisch aber innerhalb der Gattung Vieja in der damaligen Zusammensetzung. Da Paraneetroplus und Vieja dadurch eine gemeinsame Klade bilden und nach der Prioritätsregel der biologischen Nomenklatur der ältere Namen Vorrang vor jüngeren (später publizierten) hat, wurde Vieja 2010 zu einem Synonym von Paraneetroplus.
Da die morphologischen Unterschiede zwischen Paraneetroplus und Vieja aber relativ groß sind, wurde Vieja Mitte 2015 in anderer Zusammensetzung mit nur noch acht Arten revalidiert. Zu Paraneetroplus gehören jetzt drei Arten, zwei weitere, ehemals Vieja zugeordnete Arten wurden der neu eingeführten Gattung Maskaheros zugeordnet. Paraneetroplus ist die Schwestergattung von Maskaheros, Vieja die Schwestergattung der von Maskaheros und Paraneetroplus gebildeten Klade.